# 高思文
高思文（英語：Syd Goldsmith，1938年7月27日—），是一位居住在台灣的美國作家，曾任外交官，前美國在台協會高雄分處處長。高思文曾受到《南華早報》、CNN 和其他媒體的專題報導。他是《玉·菲尼克斯》、《兩個音樂家》和《不存在的妻子》這兩本小說以及《瀕臨邊緣的香港：一位美國外交官重溫1967年最黑暗的日子》的作者。此外，他還寫有大量新聞評論文章。

## 早年生活
高思文出生於華盛頓特區，小時候搬到牙買加皇后區。他於1956年畢業於蒙特克萊爾高中，並就讀於哥倫比亞大學。

## 個人生活
高思文住在台灣台北市。

## 出版物
- Jade Phoenix, 2006. (Selected as a “New Voices in Literature Award Finalist”)
- Two Musicians and The Wife Who Isn’t, 2012.
- Hong Kong on the Brink: An American Diplomat Relives 1967’s Darkest Days, 2017.

## 外部連結
- 官方網站 （页面存档备份，存于）